# Alexander von Mensdorff-Pouilly
El Conde Alexander Konstantin Albrecht von Mensdorff-Pouilly, 1.º Príncipe von Dietrichstein zu Nikolsburg (en alemán: Alexander Konstantin Albrecht Graf von Mensdorff-Pouilly, 1. Fürst von Dietrichstein zu Nikolsburg; 4 de agosto de 1813 en Coburg - 14 de febrero de 1871) fue un general austriaco, diplomático y político, incluyendo dos años como Ministro de Asuntos Exteriores (1864-66) y un mes de servicio como Ministro-Presidente de Austria. Era un primo hermano de la reina Victoria del Reino Unido de Gran Bretaña e Irlanda, ya que sus madres eran hermanas.

## Biografía
Nació como un hijo de la Princesa Sofía de Sajonia-Coburgo-Saalfeld y del Conde Emmanuel von Mensdorff-Pouilly, un miembro de la Casa de Mensdorff-Pouilly. Entró en el Ejército austriaco en 1829, y fue promovido a capitán en 1836 y a mayor en 1844. En 1848-49, luchó en la primera guerra de independencia italiana y contra la Revolución húngara de 1848. En 1849, fue promovido a coronel y al año siguiente a mayor general.
En 1851, Mensdorff-Pouilly fue seleccionado como comisario austriaco en Schleswig-Holstein. En 1852, se convirtió en embajador austriaco en Rusia. Fue ascendido a Feldmarschallleutnant en 1858. Durante el Levantamiento polaco de 1863, sirvió como el gobernador de la Galitzia austriaca.

### Ministro de Exteriores
Mensdorff-Pouilly fue seleccionado Ministro de Asuntos Exteriores del Imperio austriaco el 27 de octubre de 1864. Las políticas de Mensdorff-Pouilly durante su estancia en el cargo como Ministro de Exteriores del emperador Francisco José fueron a menudo mayormente una continuación del conservadurismo tradicionalista de Rechberg, su predecesor.
Mensdorff-Pouilly, como Rechberg, buscó mantener el dominio conservador en la Confederación Germánica mediante una alianza entre Austria y Prusia (en la que Prusia era el socio menor), y constantemente rechazó considerar las sugerencias británicas de que Austria rindiera Venecia a Italia. Era también un primo hermano de la reina Victoria, siendo sus madres hermanas.
Después de la derrota de Austria en la guerra austro-prusiana de 1866, Mensdorff-Pouilly dimitió de sus funciones en noviembre de ese año. Después de su renuncia, fue elegido comandante general en Zagreb y Praga.

## Familia
Contrajo matrimonio con Alexandrine "Aline" von Dietrichstein (1824-1906), hija de José, 9.º Príncipe
von Dietrichstein (1798-1858), con quien tuvo los siguientes hijos:
- Marie Gabriele von Mensdorff-Pouilly-Dietrichstein (1858-1889)
- Hugo, 2.º Príncipe von Dietrichstein zu Nikolsburg (1858-1920), desposó a la Princesa Olga Alexandrovna Dolgoruky en 1892.
- Conde Alberto von Mensdorff-Pouilly-Dietrichstein
- Clotilde von Mensdorff-Pouilly-Dietrichstein, desposó al Conde Albert Apponyi en 1897.